# عبد القادر آق سو
عبد القادر آقْ سُو (بالتركية: Abdülkadir Aksu)‏, (ولد: 12 أكتوبر 1944, في دياربكر, تركيا) سياسي تركي. ونائب سابق في البرلمان التركي لأكثر من دورة ممثلا في دوراته الثلاث الأخيرة (التي أنتخب فيها) عن حزب العدالة والتنمية.